# Grand Prix de la Somme
O Grande Prêmio de Somme (oficialmente: Grand Prix de la Somme «Conseil Général 80») é uma carreira ciclista profissional de um dia francesa que se disputa no departamento de Somme.
Criada em 1986, como carreira por etapas, as suas primeiras edições foram amador (1996-1998 categoria 2.6). Quando subiu ao profissionalismo em 1999 foi de categoria 2.5 (categoria open).
Durante a sua história tem tido outros nomes diferentes como Prix du Conseil Général-Tour de la Somme (quando foi carreira de um dia de categoria 1.5) e anteriormente Tour de la Somme (quando foi carreira de vários dias de categoria 2.5). Desde a criação dos Circuitos Continentais da UCI em 2005 entrou a fazer parte do UCI Europe Tour, dentro a categoria 2.2 (categoria open do profissionalismo) quando foi carreira por etapas e posteriormente em 2007 à categoria 1.1 quando se converteu em carreira de um dia. Já em 2008 se renomeou pelo nome actual.
O número de etapas foi variando com até 4 em 3 dias em seus inícios como carreira profissional. Progressivamente foi perdendo dias de competição até ficar numa carreira de um único dia em 2002 e a partir de 2007.

## Palmarés
Em amarelo, edição amador.
| Ano                    | Ganhador               | Segundo            | Terceiro           |
| Tour da Somme          |                        |                    |                    |
| ---------------------- | ---------------------- | ------------------ | ------------------ |
| 1986                   | Peter Gyllinck         |                    |                    |
| 1987                   | Olaf Lurvik            |                    |                    |
| 1988                   | Gérard Aviegne         |                    |                    |
| 1989                   | Jean-François Laffille |                    |                    |
| 1990                   | Pascal Chanteur        |                    |                    |
| 1991                   | Hervé Boussard         |                    |                    |
| 1992                   | Philippe Gaumont       |                    |                    |
| 1993                   | Frédéric Pontier       |                    |                    |
| 1994                   | Jérôme Delbove         |                    |                    |
| 1995                   | Denis Dugouchet        |                    |                    |
| 1996                   | Jan Valach             |                    |                    |
| 1997                   | Martial Locatelli      |                    |                    |
| 1998                   | Jean-Michel Thilloy    |                    |                    |
| 1999                   | Bert Roesems           | Christian Poos     | Linas Balciunas    |
| 2000                   | Michael Rich           | Noan Lelarge       | Michel Van Haecke  |
| 2001                   | Laurent Estadieu       | Staf Scheirlinckx  | Jurgen Guns        |
| 2002                   | Sergey Krushevskiy     | Pierre Bourquenoud | Ludovic Auger      |
| 2003                   | Frédéric Gabriel       | Thomas Voeckler    | Christophe Rinero  |
| 2004                   | Sergey Krushevskiy     | Andrei Ptchelkin   | Frédéric Mille     |
| 2005                   | Erki Pütsep            | David Le Lay       | Mark Scanlon       |
| 2006                   | Romain Feillu          | Dmitry Kozontchuk  | Gabriel Rasch      |
| 2007                   | Christophe Riblon      | Yoann Offredo      | Martin Elmiger     |
| Grand Prix de la Somme |                        |                    |                    |
| 2008                   | William Bonnet         | Janek Tombak       | Sébastien Turgot   |
| 2009                   | Yauheni Hutarovich     | Anthony Ravard     | Nadir Haddou       |
| 2010                   | Martin Elmiger         | Michael Stevenson  | Anthony Ravard     |
| 2011                   | Anthony Roux           | Lloyd Mondory      | Fabian Wegmann     |
| 2012                   | Evaldas Šiškevicius    | Clément Koretzky   | Mickaël Delage     |
| 2013                   | Preben Van Hecke       | Jean-Luc Delpech   | Nick van der Lijke |
| 2014                   | Yauheni Hutarovich     | Tom Van Asbroeck   | Yannick Martinez   |
| 2015                   | Quentin Jauregui       | Anthony Delaplace  | Alo Jakin          |
| 2016                   | Daniel McLay           | Nacer Bouhanni     | Yannis Yssaad      |
| 2017                   | Adrien Petit           | Rudy Barbier       | Lorrenzo Manzin    |
| 2018                   | Não se disputou        | Não se disputou    | Não se disputou    |
| 2019                   | Lorrenzo Manzin        | Romain Feillu      | Pierre Barbier     |

## Palmarés por países
| País         | Vitórias |
| ------------ | -------- |
| França       | 19       |
| Noruega      | 2        |
| Ucrânia      | 2        |
| Bielorrússia | 2        |
| Bélgica      | 2        |
| Alemanha     | 1        |
| Estónia      | 1        |
| Chéquia      | 1        |
| Suíça        | 1        |
| Lituânia     | 1        |
| Reino Unido  | 1        |